# Il Ferruccio
Il Ferruccio è stato una rivista fascista settimanale pubblicata a Pistoia dal 28 ottobre 1932 al 29 maggio 1944.
Gli articoli consistevano in propaganda del regime; la pagina culturale offriva spazi di rilievo ai giovanissimi Mario Luzi, Piero Bigongiari, Oreste Macrì e Danilo Bartoletti.
La testata ebbe così un ruolo importante nella nascita della corrente letteraria dell'ermetismo.